# Тюгель-Сай
Тюгель-Сай (Тугол-Сай) (кирг. Түгөл-Сай) — село в Жумгальском районе Нарынской области Кыргызстана. Входит в состав Тюгель-Сайского аильного округа.
Население в 2009 году составляло 1522 человека. Жители, в основном, занимаются отгонным животноводством.
В селе сооружён памятник местным жителям, погибшим в годы Великой Отечественной войны.